# オリベリオ・リンコン
オリベリオ・リンコン（Oliverio Rincón Quintana、1968年4月2日-）は、コロンビアのデュイタマ出身の元自転車プロロードレース選手。
ステージレースの山岳ステージを中心に活躍したクライマー。現時点で3大ツールの全てで区間優勝を果たしたコロンビア人選手はルイス・エレラとリンコンの二人だけである。

## 経歴
元は新聞配達員で山道を自転車で走っていたというルイス・エレラに似たバックグラウンドを持つ。
1993年のツール・ド・フランス第15ステージで不調のエースに代わり豪快な逃げを決めて区間優勝し一躍脚光を浴びる。
翌1994年は強豪オンセに移籍。ツールの前哨戦となるブエルタ･ア･エスパーニャで総合5位、当時山岳コースのワンデイレースとしては最高クラスの難易度とステータスを誇っていたクラシック・デ・ザルプで優勝したが、ツールでは連日の猛暑に痛めつけられ途中リタイアの苦杯を舐めた。
1995年はジロ・デ･イタリアに出場。厳しい山岳コースの第14ステージで逃げ切り勝ちを収め、総合でも5位と健闘した。
1997年に一旦引退するが、翌98年にビタリシオ･セグロスチームでカムバック。スペインチャンピオンのカセロのアシストとしてツール・ド・フランスにも出場した。

## 引退後の災難
引退後は郷里のコロンビアに戻って実業家に転身していたが、2000年1月にコロンビア第二の反政府ゲリラ組織、コロンビア民族解放軍に義妹と共に誘拐されるという事件が発生した。　身代金目的の犯行と見られ、これ自体は自宅の近くで解放される形で一応の決着を見たが、なんと2ヶ月後に今度はコロンビア最大のゲリラ組織、コロンビア革命軍に誘拐されるという災難に見舞われた。この誘拐事件は他のターゲットを狙っていた実行部隊が人違いでリンコンを攫ったもので、すぐに部隊の指揮官が謝罪し解放されている。

## 主な戦績
1989年　
ブエルタ・ア・コロンビア　ステージ2勝　総合優勝
1991年
エスカラーダ・モンジュイック　ステージ2勝　総合優勝
1993年
ブエルタ・ア・エスパーニャ　第17ステージ優勝　総合4位
ドーフィネ・リベレ　ステージ1勝　総合2位
ツール･ド･フランス　第15ステージ優勝　山岳賞3位
1994年
クラシック・デ・ザルプ　優勝
1995年
ジロ・デ・イタリア　第14ステージ優勝　総合5位　
1996年
ブエルタ・ア・エスパーニャ　第17ステージ優勝